# Brighton
Brighton je obmorsko letovišče na južni obali Anglije  v ceremonialni grofiji Vzhodni Sussex v zgodovinskem okrožju Sussex. Skupaj s sosednjim mestom Hove sestavlja mesto Brighton in Hove.
Arheološki dokazi o poseljenosti območja segajo do bronaste dobe, rimskega in anglosaškega obdobja. Starodavno naselje "Brighthelmstone" je bilo dokumentirano v Domesday Book (1086). Mestni pomen mu je zrasel v srednjem veku, ko se je razvilo Staro mesto (Old Town), vendar je životarilo v začetku novega veka, ko so ga zdesetkali tuji napadi, nevihte, trpelo je gospodarstvo in upadlo prebivalstvo. Brighton je pritegnil več obiskovalcev, ko se je izboljšala cestna povezava z Londonom in je postal pristanišče za ladje, ki so plule v Francijo. Mesto se je razvilo v priljubljeno letovišče in zdravilišče z morsko vodo.
V jurijanski dobi je Brighton postal modno obmorsko letovišče pod pokroviteljstvom princa regenta, poznejšega kralja Jurija IV., ki je preživel veliko časa v mestu in zgradil Kraljevi paviljon. Kot glavno središče turizma se je razvil po prihodu železnice leta 1841 in postal priljubljen kraj izletnikov iz Londona. Mnoge glavne znamenitosti so bile zgrajene v viktorijanski dobi (Grand Hotel, Zahodni pomol in Brightonski pomol (Brighton Palace Pier)). V 20. stoletju se je širilo in se v letu 1997 združilo z mestom Hove v enotno enoto Brighton and Hove, ki mu je bil leta 2000 podeljen status mesta. 

## Etimologija
Prvo ime naselja, ki je bilo zapisano v Domesday Book, je bilo Bristelmestune. Čeprav je bilo dokumentiranih več kot 40 različic, je bil Brighthelmstone (ali Brighthelmston) najpogosteje uporabljeno ime med 14. in 18. stoletjem. 
Brighton je bil sprva uradno skrajšana oblika, prvič uporabljena leta 1660 in je postopoma izpodrinila daljše ime. Brighthelmstone je bilo uradno ime do leta 1810. Ime je anglosaškega izvora. Večina znanstvenikov meni, da izhaja iz beorthelm + tūn – domačija Beorthelm, staroangleško ime, povezano z vasmi drugje v Angliji. Tūn je pogosto uporabljena beseda v Sussexu, predvsem na obali, in se pojavlja v kombinaciji z osebnim imenom. Po drugi etimologiji ime izvira iz staroangleške besede za "kamnito dolino" (stone valley), vendar je manj sprejemljiva. Brighthelm daje svoje ime med drugim cerkvi in pubu v Brightonu in nekaterim študentskim domovom univerze v Sussexu. Zgodovinar Antony Dale je leta 1950 ugotovil, da je neimenovani zgodovinar predlagal staroangleško besedo "brist" ali "briz", kar pomeni "razdeljen", ki bi lahko bila prvi del zgodovinskega imena Brighthelmstone. Mesto je bilo prvotno razdeljeno na pol s potokom Wellesbournom, ki je bil kanaliziran in zakopan v 18. stoletju. 

## Zgodovina
Prvo naselje na območju Brightona je bilo Whitehawk Camp, neolitski tabor na hribu Whitehawk, ki je datiran v leta 3500 in 2700 pred našim štetjem.  To je eden od šestih z nasipi ograjenih naselij v Sussexu. Arheologi so ga le delno raziskali, vendar so odkrili številne grobne gomile, orodje in kosti, kar kaže, da je bil kraj pomemben. [20] Pri Coldeanu je bila tudi bronastodobna naselbina. Keltski Briti so prišli v Britanijo v 7. stoletju pr. n. št. in tu je bilo pomembno naselje Hollingbury Camp na hribu Hollingbury. Ta keltski železnodobni tabor izvira iz 3. ali 2. stoletja pred našim štetjem, bil je okrogel in omejen z zemeljskim nasipom  premera okoli 300 m. Cissbury Ring, približno 16 km od Hollingburyja, naj bi bilo središče. 
Pozneje je bila na območju Preston Village rimska vila, v bližini je tekla rimska cesta iz Londona, odkritih je bilo veliko fizičnih dokazov rimske zasedbe. Od 1. stoletja našega štetja so Rimljani zgradili številne vile in skupaj z domačini oblikovali kmetijska naselja.  Potem ko so v začetku 4. stoletja Rimljani zapustili območje Brightona, so nadzor prevzeli avtohtoni Kelti. Anglosasi so vdrli v poznem 5. stoletju našega štetja in območje je postalo del Kraljevine Sussex, ki jo je leta 477 ustanovil kralj Ella. 
Anthony Seldon je opredelil pet faz razvoja Brightona do 20. stoletja. Vas Bristelmestune so ustanovili anglosaški zavojevalci verjetno v začetku prihoda Sasov. Imeli so privlačen enostaven dostop za čolne, zavetno območje za gradnjo in boljše razmere v primerjavi z vlažnim, hladnim in meglenim Wealdom na severu. Ob nastajanju Domesday Book (zemljiške knjige) leta 1086 je bilo tu ribiško in kmetijsko naselje z okoli 400 prebivalci. Pomen mu je rasel od normanske dobe dalje. Do 14. stoletja sta bila zgrajena cerkev, trg, imeli so tudi prvi zakon (prvi mestni stražnik je bil izvoljen leta 1285). Po opustošenju in požigu francoskih napadalcev v začetku 16. stoletja – prva upodobitev Brightona, slika iz okoli 1520, prikazuje napad admirala Pregenta de Bidouxa junija 1514 – je mesto postalo močno in uspešno, saj je razvilo ribištvo, lovili so skuše. Mreža ulic v starem mestnem jedru (sedanja Lanes area) je bila dobro razvita in mesto je hitro raslo: prebivalstvo se je povečalo z okoli 1500 leta 1600 na okoli 4000 v 1640-ih. V tem času je bil Brighton najbolj naseljeno in pomembno mesto v Sussexu. 
V naslednjih nekaj desetletjih je mesto izrazito nazadovalo. Več tujih napadov, neurja (zlasti uničujoča velika nevihta leta 1703), upadanje ribiške industrije in bližnji Shoreham, ki je postal pomembno pristanišče, so povzročili upad gospodarstva. Prebivalstvo se je v začetku 18. stoletja zmanjšalo na 2000. 
V 1730-ih se je za Brighton začela druga faza razvoja. Sodobno zabavo s pitjem in kopanjem v morski vodi kot domnevno zdravilo za razne bolezni je navdušeno spodbujal dr. Richard Russell iz bližnjega Lewsa. Veliko bolnikov je imelo kuro na morju, saj je prav Brighton postal znan po tem. Royal Albion je bil eden prvih hotelov. [29] Od 1760-ih je bil točka za vkrcanje ladij, ki so plule v Francijo, cestni promet v London se je izboljšal, ko je bila leta 1770 narejena glavna cesta prek Crawleyja. 
Leta 1780 se je začela razvijati jurijanska terasa in ribiško mestece se je razvilo v modno letovišče Brighton. Rast mesta je še dodatno spodbudilo pokroviteljstvo princa regenta (poznejšega kralja Jurija IV.) po njegovem prvem obisku leta 1783. Veliko svojega prostega časa je preživel v mestu in dal zgraditi Kraljevi paviljon. V tem obdobju se je sodobna oblika imena Brighton začela splošno uporabljati.
Z dokončanjem Prestonske vojašnice leta 1793 je bila v mestu vojska. 
Z železnico leta 1841 je Brighton postal dostopen za izletnike iz Londona. Prebivalstvo se je povečalo s približno 7000 leta 1801 na več kot 120.000 leta 1901.  Mnoge glavne znamenitosti so bile zgrajene v viktorijanski dobi, to so  Grand Hotel (1864), Zahodni pomol (West Pier) (1866) in Palace Pier (1899). Najprej pa je bil zgrajen slavni Verižni pomol (Chain Pier) po načrtih poveljnika Samuela Browna, ki je obstajal od leta 1823 do 1896 in ga je videti na slikah  Turnerja kot Constabla. 
Zaradi sprememb meja je bilo območje Brightona do leta 1952 razširjeno. Zgrajene so bile nove stanovanjske soseske Moulsecoomb, Bevendean, Coldean in Whitehawk. Glavna širitev je bila leta 1928 z vasmi Patcham, Ovingdean in Rottingdean in še več stanovanj je bilo zgrajenih v delih Woodingdean po drugi svetovni vojni. Leta 1997 se je pridružil še Hove in danes sta Brighton in Hove enota, ki mu je kraljica Elizabeta II. podelila status mesta ob proslavah prehoda v tisočletje leta 2000.

## Geografija
Brighton leži med Južnim gričevjem (South Downs) in Rokavskim prelivom na severu in jugu. Obala Sussexa je širok, plitev zaliv med rtoma Selsey Bill in Beachy Head. Brighton se je razvil v bližini središča tega predela okoli sezonske reke Wellesbourne (ali Whalesbone), ki teče z Južnega gričevja nad Patchamom. Izliva se v Rokavski preliv na plaži v bližini Vzhodnega klifa (East Cliff).
Za izlivom je bilo ustje mirujočega ribnika, imenovano Pool ali Poole, že od srednjega veka. Do leta 1793 je bilo ograjeno s hišami in trgovinami, nato pa je bil Wellesbourne kanaliziran zaradi preprečevanja poplavljanja in le ime ceste (Valley Pool, prvotno Pool Lane) [46] označuje ta kraj. Ohranjena je le ena izvirna hiša. Za Pool Valleyjem je Old Steine (zgodovinsko The Steyne), prvotno ravno in močvirnato območje, kjer so ribiči sušili svoje mreže. Wellesbourne se ob daljšem močnem deževju občasno ponovno pojavi. 
Brighton se ni nikoli razvil v pomembno pristanišče. Kljub temu pa so se opisi kot "Port of Brighthelmston" ali "Port of Brighton" včasih uporabljali med 14. in 19. stoletjem, na primer leta 1766, ko so bile njegove namišljene meje opredeljene za carinske namene.
Vzhodni klif (East Cliff) teče nekaj kilometrov od Pool Valleyja proti Rottingdeanu in Saltdeanu, ko sežejo 24 metrov nad morsko gladino. Tla pod klifi so mešanica naplavin in gline z nekaj okrušenega kremena in krede, saj je erozija močno prisotna. [50] Klif sam je iz krede. Pod njo so tanke plasti zgornjega in spodnjega zelenega peščenjaka z debelejšim pasom gline. Kopenska pobočja se dvigujejo postopoma od juga proti severu proti vrhu Downs.
Glavne prometne povezave so se razvile po tleh doline Wellesbourna, od katerega se zemljišče strmo vzpenja, zlasti na vzhodni strani. Prvo naselje je na plaži na dnu doline, ki je deloma zaščitena pred erozijo s podvodnim skrilavcem. Spremembe morske gladine so večkrat vplivale na plimovanje: 16 ha je izginilo v prvi polovici 14. stoletja, velika nevihta 1703 pa je povzročila obsežno uničenje. Prve zaščite pred morjem so postavili leta 1723, čez stoletje pa je bil zgrajen dolg morski zid.
Brighton ima zmerno podnebje, po KÖPPENu je Cfb. Zanj je značilno blago, mirno vreme z veliko sonca, morski vetrič in "zdrav zrak" pripisujejo nizki ravni krošenj dreves. Povprečne vrednosti padavin 740 mm na obali in okoli 1000 milimetrov  na vrhu Južnega gričevja. Nevihte so povzročile resne poškodbe v letih 1703, 1806, 1824, 1836, 1848, 1850, 1896, 1910 in 1987. Sneži redko, snežilo je na primer leta 1881 in 1967.

## Znamenitosti
Kraljevi paviljon je nekdanja kraljeva palača, zgrajena kot dom za princa regenta v začetku 19. stoletja pod vodstvom arhitekta Johna Nasha in je znan po svoji indijsko-saracenski arhitekturi in vzhodnjaški notranjosti. Druga indijsko-saracenska zgradba v Brightonu je Sassoonov mavzolej, zdaj eleganten večerni klub. Paviljon je odprt za javnost, v njem je muzej.
Brighton Marine Palace in Pier (že dolgo poznan kot Palace Pier), odprt leta 1899. Na njem so zabavišče, restavracije in arkadni hodnik. [89]
Zahodni pomol je bil zgrajen leta 1866 in je eden od le dveh pomolov I. razreda I. Združenem kraljestvu. Zaprt je bil od leta 1975. Nekaj časa so ga želeli obnoviti, ampak dva požara leta 2003 in drugi neuspehi so povzročili opustitev načrtov. [90] Razgledni stolp Brighton i360 so odprli 4. avgusta 2016. S 162 metrov višine in z opazovalno ploščadjo na 138 metrih je  najvišji britanski opazovalni stolp zunaj Londona, je višji tudi od kolesa London Eye.
Brightonska stolpna ura je iz leta 1888, zgrajena ob jubileju kraljice Viktorije. Je na stičišču najbolj obremenjenih prometnic v Brightonu. English Heritage jo je uvrstila v II. razred po arhitekturnem in zgodovinskem pomenu.
Volkova električna železnica(Magnus Volk) je ozkotirna zgodovinska proga vzdolž roba plaže od Brightonskega pomola do Black Rocka in Brightonske  marine. Zgrajena je bila leta 1883 in je najstarejša železnica na svetu z električnim pogonom. [92]
Grand Hotel je bil zgrajen leta 1864 in je zgodovinski viktorijanski hotel. V hotelu je eksplodirala bomba, ki jo je podstavila Irska republikanska armada (IRA) v zgodnjih jutranjih urah 12. oktobra 1984 v poskusu atentata na predsednico vlade Margaret Thatcher med konferenco konservativne stranke. [93]
Iz 11. stoletja (1086) [94] je cerkev svetega Miklavža, ki je najstarejša zgradba v Brightonu. Druge pomembne cerkve so zelo visoka opečna cerkev svetega Bartolomeja (1874), ki jo je zasnoval arhitekt Edmund Scott, svetega Petra (1828) in svetega Martina, znana po svoji urejeni notranjosti. 
Brighton in Hove ima pet sinagog: na New Church Road, Hove; Holland Road, Hove; napredna sinagoga Brighton & Hove, Hove; reformirana sinagoga Brighton & Hove, Hove; Middle Street, Brighton.
Brightonski muzeji so: Brightonski muzej in umetnostna galerija, Prestonska graščina (Preston Manor), Boothov prirodoslovni muzej, Brightonski muzej igrač in modelov ter Ribiški muzej.